# 盛京城
盛京城（转写：mukden hoton），又称奉天城，是后金和清初在入关之前其政权的最后一座都城。1625年，后金汗努尔哈赤从东京城迁都至沈阳。1631年，皇太极扩建沈阳中卫，并将其更名为盛京，即“天眷盛京”之意。清廷入关后改首都为北京城，盛京城则作为陪都奉天府所在。1907年，奉天省成立，奉天城即又称奉天省城。民国初年，奉天市范围扩展，原奉天城通称为奉天老城。满洲国时期，奉天老城与商埠地、满铁附属地连成一体。现盛京城位于沈阳市沈河区与大东区中心区一带。

## 清代之前城池沿革
公元前128年，西汉在今沈阳地区设置侯城县，并将此地作为中部都尉治所，垒土筑城。后迭经兴废。东汉时期，侯城县被撤销，后又恢复。公元121年，东汉与高句丽交战，侯城县被高句丽军焚毁。随后重建，成为中辽郡治所。公元238年，曹魏军队征辽东公孙渊，侯城县再遭破坏。两晋时期，侯城县建制被撤销，其地属玄菟郡。
晋朝末年，高句丽崛起，占有辽东地区，未恢复汉侯城县，只是在周边地区设置了一些规模很小的高句丽城邑。公元688年，唐军灭高句丽，收回辽东，此后直至辽朝初年，侯城县地区仍未复建城池。
辽朝灭渤海国后，将其境内沈州的全城人口迁移至汉侯城县故址，另建新城，仍命名为沈州。辽朝时期的沈州是辽太宗耶律德光直辖的“私城”，设节度使，建有夯土城墙，辟城门四座，城内有十字形街道。
公元1116年金朝军队从辽朝手中夺取沈州，取消辽代的私城建制，改为东京（辽阳）所辖的一个军州城，设节度使镇守。公元1163年由节度州降为刺史州。金代沈州城延续辽代规模，在土城上开有四门，未设城楼、敌台、城堞等，城门采用女真人习惯的木栅门。
13世纪初蒙古兴起后，在辽东地区与金朝发生多次战争，沈州城遭到严重破坏。公元1233年，蒙古军队正式占领辽东地区。公元1263年，为安置高丽降民，重新修筑沈州城垣和城内设施。公元1266年，元朝重新恢复沈州建制。公元1297年（元成宗大德元年），元朝将路治由辽阳迁到沈州，沈州城升格为沈阳路城。其规模仍延续了辽金时代的格局，辟城门四座，城中有十字形道路，规模小于明清沈阳城。
明朝洪武十九年（1386年）在辽东都指挥使司下设沈阳中卫、沈阳左卫和沈阳右卫，沈阳中卫即设在元朝沈阳路城内。洪武二十一年（1388年）沈阳中卫指挥闵忠奏请明廷，对沈阳中卫城进行了大规模的改建和扩建。城墙全长拓展至九里三十步，内外两侧全部包砌城砖。城墙高二丈五尺，四面各开城门一座，皆建有城楼和瓮城。南门为保安门（城楼称永宁楼），东门为永宁门（城楼称靖边楼），北门为安定门（城楼称镇边楼），西门为永昌门（城楼称迎恩楼）。城墙之外为城壕两重，各宽三丈、深八尺。城中南北大街、东西大街构成十字路网格局，两条大街交会之处修建中心庙。
据《全辽志》记载，沈阳中卫城的南半部为衙署区，有沈阳中卫治（城东南隅，元总管府旧址），经历司、镇抚司、左右中前后所（俱卫治内）；察院行台（卫治西南），沈阳游击府（在卫治西南隅，嘉靖辛丑都御史孙桧奏设），沈阳备御公署（在卫治西）；儒学（正统二年都御史李濬奏设，在卫治东），社学；军器局（卫治西北），军储仓（卫治西北），予备仓（卫储仓内），钱帛库（卫治西南），养济院（卫治西南隅），草场（卫治西南隅），教场（城东一里），漏泽园等等。东西大街为商户、民居集中区域。

## 盛京城建筑

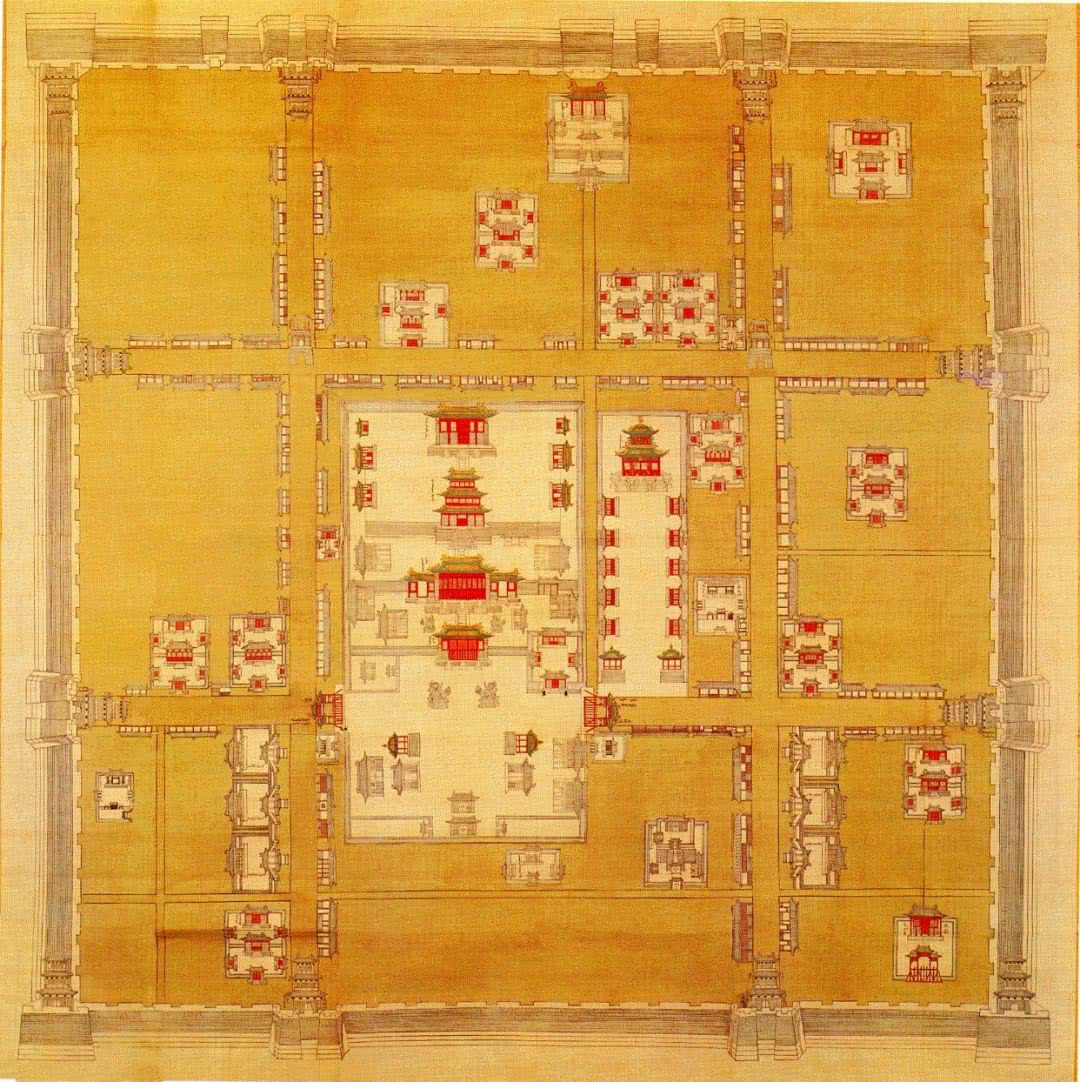
盛京城阙图

### 内城
公元1621年，努尔哈赤率领的后金军队占领沈阳中卫城。1625年，努尔哈赤宣布把都城从辽阳旁边新建的东京城迁到沈阳。《清太祖实录》记载，“帝聚诸王臣，议欲迁都沈阳，诸王臣谏曰：‘东京新筑，宫廨方成，民之居室未备，今欲迁移，恐食用不足，力役繁兴，民不堪苦矣。’帝不允曰：‘沈阳四通八达之处，西征大明从都儿鼻渡辽河，路直且近；沈阳浑河通苏苏河，于苏苏河源头处伐木，顺流而下，材木不可胜用，出游打猎山近兽多，且河中之利，亦可兼收矣。”
被后金军队占领的沈阳中卫“城大而低，身高不盈丈余，面仅五六尺，其砖皆咸削坍塌，可登而上”。努尔哈赤暂未改变原沈阳中卫的城垣形式和十字形街道格局，仅在十字街东南隅，靠近中心庙的位置修建了大衙门（即大政殿，amba dasan i deyen，或称大殿、笃恭殿），所用殿材木料、砖石、琉璃瓦等皆从辽阳东京城拆运而来。殿前为长方形广场，左右两翼修建了八旗贵族议政的十王亭，广场南端拦以木栅栏。努尔哈赤的寝宫则设在北门安定门之内，南北大街的最北端。据《盛京城阙图》记载，其形制为两进院落，第一进院落有门一座，第二进院落有台阶、高台、宫门，门内有寝宫三间，左右厢房各三间。除此之外，努尔哈赤及皇太极时期，在城中还陆续修建了墨尔根王府、豫亲王府、巴图鲁郡王府、饶余郡王府、肃亲王府、庄亲王府、礼亲王府、颖亲王府、成亲王府、郑亲王府、敬谨郡王府等建筑。

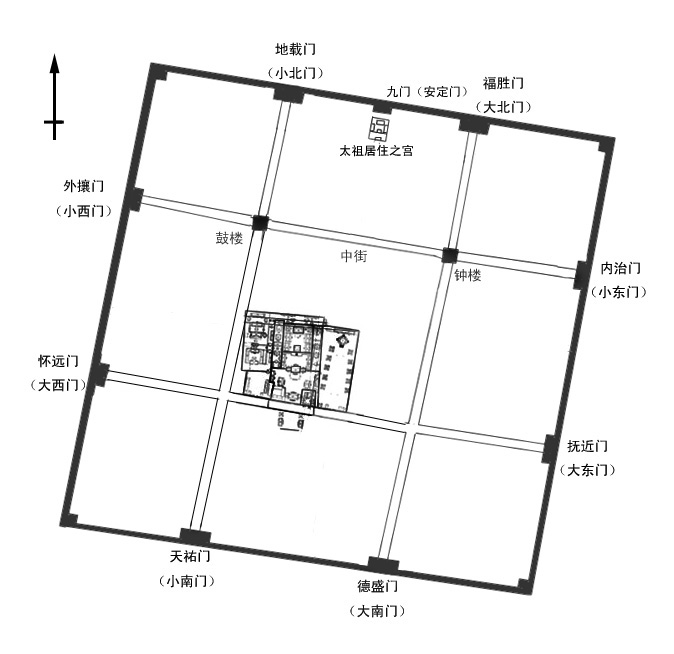
皇太极改建后的盛京城

1626年，努尔哈赤病死，皇太极即位。从1631年起，皇太极对盛京城实施改建。主要包括：
- 修葺城垣。整修后的盛京城墙长九里三十二步，高三丈五尺，厚三丈八尺，内外包砌砖石，女墙高七尺五寸。四面设垛口六百五十一处，城楼八座，角楼四座。护城河宽十四丈五尺。
- 增设城门。扩建后，在沈阳方城东西南北四个方向建设有八座城门。
  - 南面城墙，东为德盛门（erdemu i etehe duka，俗称大南门），西为天祐门（abkai gosiha duka，俗称小南门）
  - 东面城墙,南为抚近门（hanciki be hairandara duka，俗称大东门），北为内治门（dorgi be dasara duka，俗称小东门），
  - 西面城墙，南为怀远门（goroki be gosire duka，俗称大西门），北为外攘门（tulergi be toktobure duka，俗称小西门），
  - 北面城墙，东为福胜门（hūturi hūsun de etehe duka，俗称大北门），西为地载门（na tukiyehe duka，俗称小北门）。
  - 原努尔哈赤寝宫所在的北门安定门城楼城台皆予以保留，但用砖石将门券封死，称为“九门”。
- 城内路网结构由原先的十字形变为井字形，形成九宫格布局，在正中一格布置皇宫。
- 原大政殿西边的皇太极即位前之贝勒府扩建为皇帝正宫。台上寝宫改建为清宁宫（genggiyen elhe gung）及东西各宫。台下王府大门处修建崇政殿（wesihun dasan i diyan），崇政殿之前修建大清门（daicing duka），为皇宫正门，门前左右各建木牌坊一座，称文德坊、武功坊。改建后的皇宫成为皇太极理政、居住的主要宫室，位于其东边的大政殿、十王亭一组建筑变为礼仪性建筑。
- 在皇宫前面设置六部（吏部、户部、礼部、兵部、刑部、工部）和两院（都察院、理藩院）
- 皇宫后面的四平街辟为商业街，形成“前朝后市”格局。四平街与大北门街、小北门街交会之处设置钟楼、鼓楼
- 在德盛门外南五里处修建天坛
- 在内治门外东三里处修建地坛
- 在抚近门外东五里处修建太庙（后迁移至大清门东侧景祐宫位置）
- 崇德八年（1643年）在城外东、西、南、北修建四塔

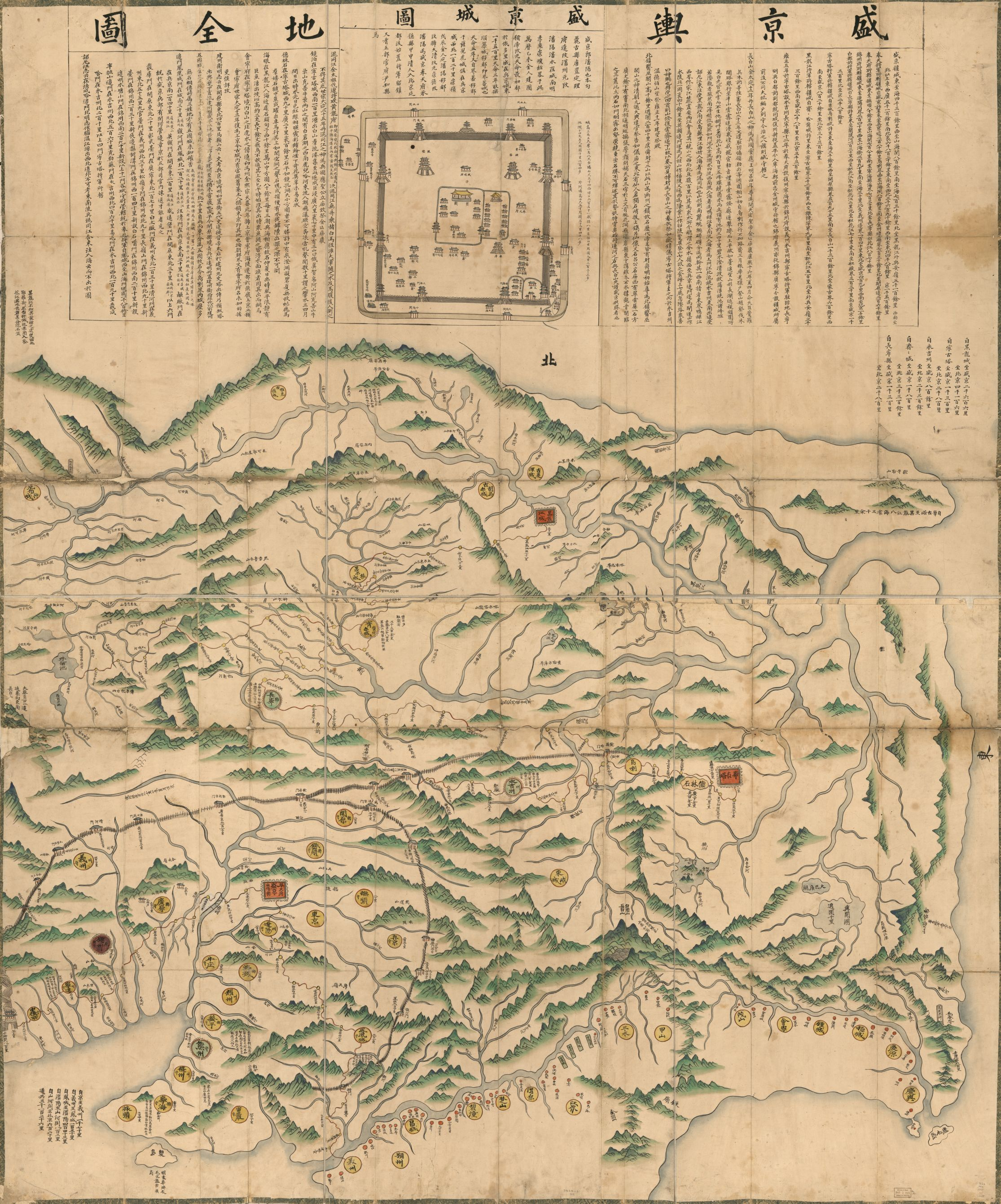
盛京舆地全图

### 皇宫
盛京皇宫位于盛京城正中。为三路格局。最东路为努尔哈赤时期修建的大政殿、十王亭建筑群。中央一路为皇太极时期修建的大清门、崇政殿、凤凰楼、清宁宫建筑群，以及乾隆时陆续建造的沈阳故宫太庙、东所、西所等建筑。最西路为乾隆时修建的文溯阁（存放四库全书）、嘉荫堂（戏台）建筑群，其南面为轿马场。

### 外城
康熙十九年（1680年）添筑盛京外城，形状接近圆形，周长三十二里四十八步。设有八道关门，大东边门、小东边门、大南边门、小南边门、大西边门、小西边门、大北边门、小北边门，依次与内城的抚近门、内治门、德盛门、天佑门、怀远门、外攘门、福胜门、地载门以条石路相联。此后盛京城形成内城方、外城圆的“内外城”格局，一直延续到民国初年。至日本南满洲铁道株式会社兴建奉天满铁附属地，以及民国开辟商埠，逐渐演变为双中心格局。

## 现状

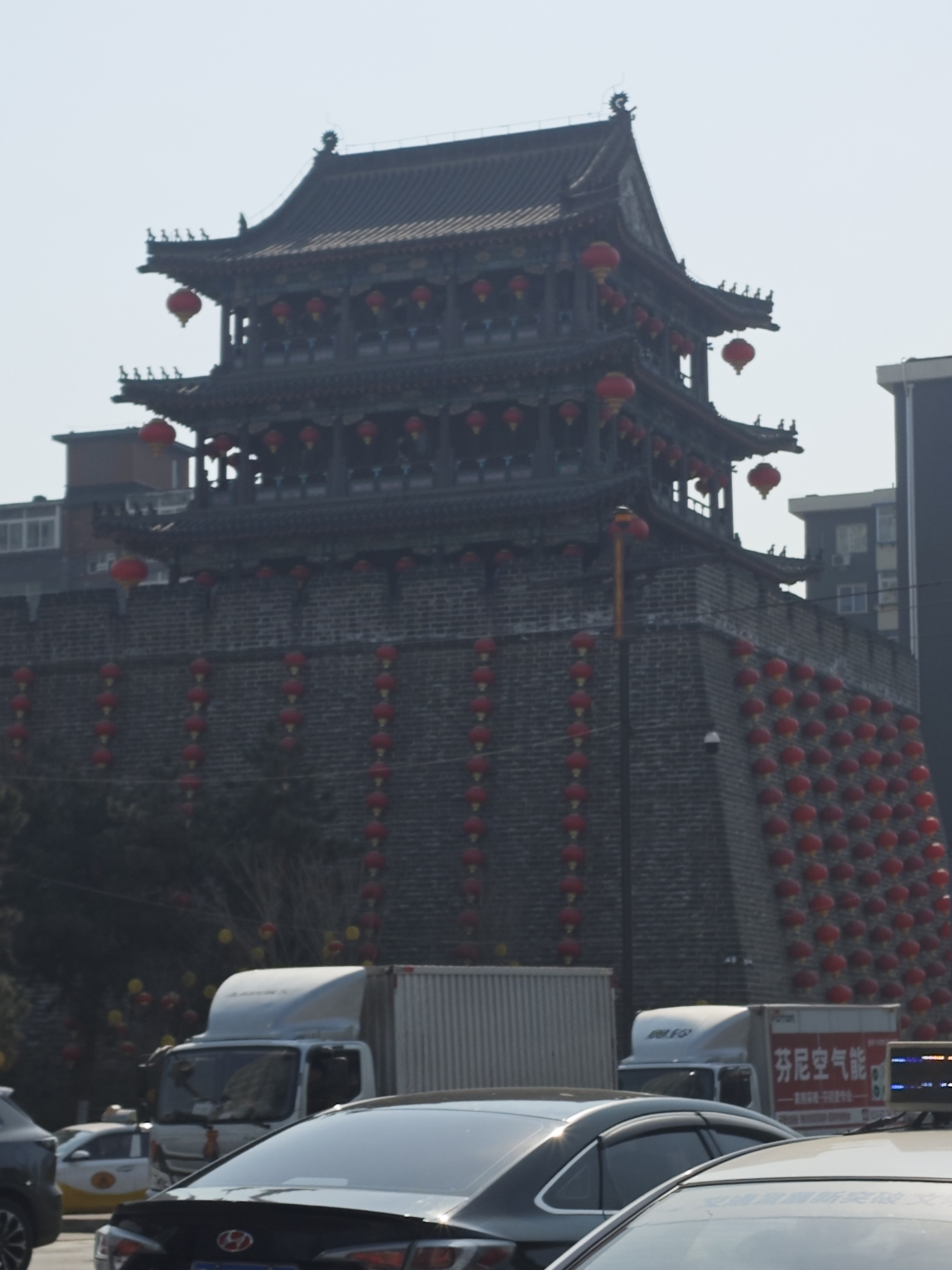
盛京城的西北角楼是盛京城唯一留存至今的角楼

盛京城墙及城门格局未经战争破坏完整保存至清末，后于二十世纪上半叶开始逐步拆除。
- 1929—1930年，因沈阳城中开辟公共汽车线路，拆除钟楼和鼓楼
- 1930年拆除怀远门（大西门），1994年复建（仿城门式楼房，非城门原制）
- 1951年拆除外攘门（小西门）及真武庙
- 1951—1954年拆除抚近门（大东门），1998年复建（仿城门式楼房，非城门原制）
- 1951—1954年拆除德盛门（大南门），2007年发现瓮城遗址，修建博物馆保护
- 1951—1954年拆除天佑门（小南门）
- 1951—1954年拆除福胜门（大北门）
- 1951—1954年拆除地载门（小北门）
- 1954年拆除沈阳文庙，修建朝阳街小学
- 1956年为修建环城路，拆除其余城墙
- 1957年拆除崇寿寺白塔
- 1977年拆除镇边门（九门），2012年兴建商业大楼时发现努尔哈赤寝宫（罕王宫）遗址，经发掘清理，2017年作为“罕王宫遗址陈列馆”对外开放

盛京城墙目前尚存西北角楼（沈河区西顺城街顺垣巷12号），以及沈河区九门路44-50号的两处残存城墙(各长约25米、近100米。城中心的沈阳故宫完整保存至今，为中华人民共和国第一批全国重点文物保护单位。